# Seleção Tunisiana de Handebol Feminino
A Seleção Tunisiana de Handebol Feminino é a representante da Tunísia nas competições oficiais internacionais de Andebol. Para tal ela é regida pela Federação Tunisiana de Andebol, que por sua vez é filiada à Federação Internacional de Andebol desde 1962.

## Títulos
- Campeonato Africano (3): 1974, 1976 e 2014